# Parco nazionale Alberto de Agostini
Il parco nazionale Alberto de Agostini (in spagnolo Parque nacional Alberto de Agostini) è una riserva situata nella parte cilena della Terra del Fuoco; ricopre una superficie di 14600 km² e include al suo interno la catena montuosa della Cordillera Darwin. Il nome è un omaggio al missionario italiano Alberto Maria de Agostini, che ne esplorò a lungo i territori. Il parco comprende la porzione più occidentale dell'Isola Grande e altre isole minori dell'arcipelago, oltre che parte dell'isola Hoste. In esso sono presenti numerosi ghiacciai costieri e profondi fiordi.

## Storia
A partire dal 1910, il padre salesiano Alberto Maria de Agostini cominciò ad esplorare i territori costieri sconosciuti della Terra del Fuoco, scoprendo specie e paesaggi e raccogliendo un'enorme documentazione sulla geografia del luogo. Il parco è stato creato il 22 gennaio 1965 con un decreto governativo.

## Geografia

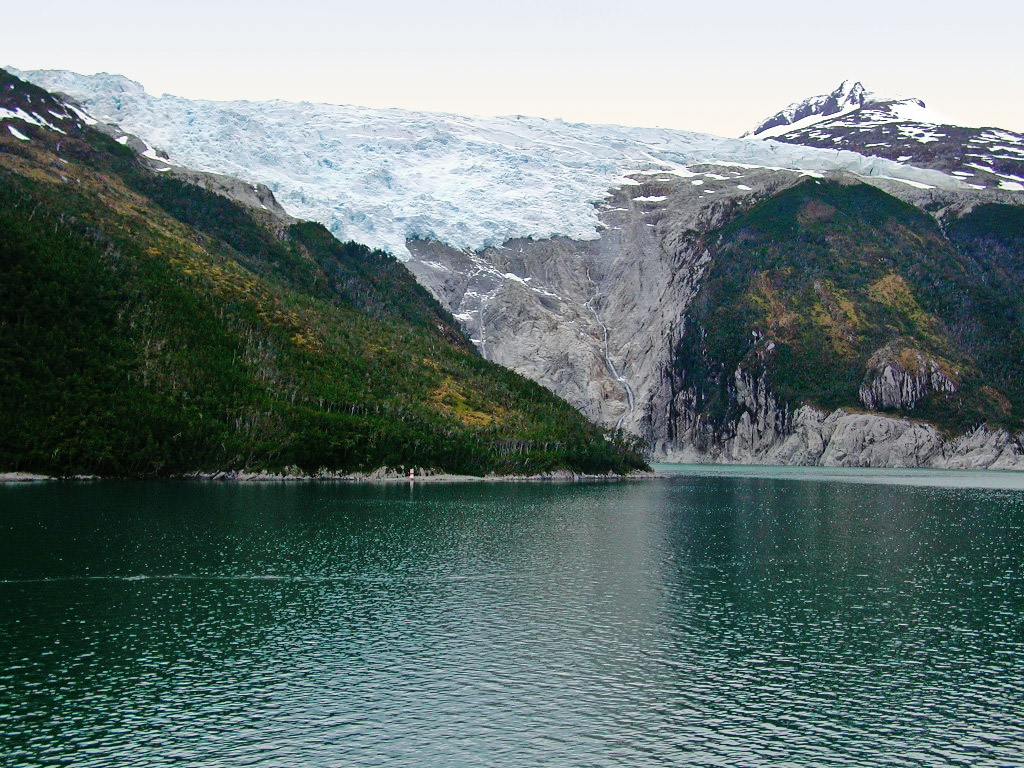
Ghiacciaio Romanche

Il parco abbraccia una zona costiera montuosa e profondamente irregolare, solcata da numerosi canali marini e incisa da profondi fiordi (ad esempio il fiordo Garibaldi). Il nucleo è costituito dalla Cordillera Darwin, le cui pareti scoscese si precipitano direttamente nel mare; la catena montuosa è dominata dai monti Buckland, Darwin e Sarmiento. Il paesaggio è dominato dalle foreste australi e dal ghiaccio, che occupa i solchi vallivi e gli altipiani, arrivando spesso a formare lingue glaciali che si gettano nel mare. 
Molti dei paesaggi presenti nel parco sono stati scolpiti dai ghiacciai. Il più esteso di essi è il Ghiacciaio Marinelli, che è in recessione dalla seconda metà del XX secolo; altri ghiacciai di notevole estensione sono il Roncagli, lo Stoppani, il Garibaldi e lo Schiaparelli.. Una zona del parco in cui si trovano molti ghiacciai è la cosiddetta Avenue of the Glaciers, nella parte nordoccidentale del canale di Beagle dove diversi ghiacciai si gettano direttamente nel mare, tra questi il ghiacciaio Romanche, Roncagli, i ghiacciai Italia, Francia e Olanda.
Il parco si presenta come una grande area di riserva naturale, e non comprende al suo interno strade, centri abitati o infrastrutture. Non esiste quindi luogo dove alloggiare, se non nelle città più prossime, vale a dire Punta Arenas e Puerto Williams.
Amministrativamente, il suo territorio si estende su tre province cilene: Magallano, Terra del Fuoco e Antartica Cilena. Insieme con il vicino parco nazionale Capo Horn è stato designato riserva della biosfera nel 2005 dall'UNESCO, con il nome di riserva della biosfera Capo Horn.

## Flora
L'area dove si trova il parco nazionale Alberto de Agostini è stata recentemente classificata come una delle più incontaminate del pianeta: la Terra del Fuoco, a causa del suo isolamento a seguito della deriva dei continenti, rappresenta un rifugio per specie comparse anticamente nella scala evolutiva. Nel parco si alternano foreste sempreverdi, formate da canelo (Drimys winteri) e guindo (Nothofagus betuloides), e foreste decidue, che contengono il lenga (Nothofagus pumilio e il ñire (Nothofagus antarctica); in altre aree si trovano praterie di licheni o diverse forme di tundra, che passano da zone umide coperte da giuncacee a torbiere di sfagno. Per quanto riguarda la fauna marina, la zona offre la popolazione più australe di kelp gigante, un'alga che forma estesi boschi marini.

## Fauna
Nel parco sono presenti colonie di otaria orsina sudamericana e di leone marino sudamericano; le pendici montuose scoscese e coperte di vegetazione favoriscono la presenza di lontre di fiume meridionali e di lontra marina. Nel territorio del parco è inoltre possibile avvistare branchi isolati di guanachi e popolazioni di volpe delle Ande, che si estendono fino all'isola Hoste.
In alcuni fiordi all'interno dell'area sono inoltre presenti colonie di pinguino macaroni, di pinguino saltarocce, di elefanti marini del Sud e di foca leopardo. Nelle acque adiacenti al parco la presenza delle orche è abbastanza frequente.
L'avifauna comprende il picchio di Magellano, che trova il suo habitat naturale nelle foreste, mentre il beccaccino di Strickland e il beccaccino del Paraguay popolano le zone umide. Altre specie di uccelli presenti sono il fio-fio (Elaenia albiceps), il churrín (Scytalopus magellanicus), lo scricciolo delle case, lo zafferano meridionale e l'ossifraga.